# Vladimir Pogačić
Vladimir Pogačić (Karlovac, 23 de setembre de 1919 – Belgrad, 13 de setembre de 1999) va ser un director de cinema iugoslau.

## Educació
Abans de la Segona Guerra Mundial, Pogačić va estudiar història de l'art a la Facultat d'Humanitats i Ciències Socials de la Universitat de Zagreb. A finals dels anys quaranta es va matricular a l'Escola de Cinema de Belgrad.
Entre 1945 i 1947 va treballar com a guionista i director a Ràdio Zagreb (actualment Hrvatska radiotelevizija) i com a director al teatre estudiantil de Zagreb, on va dirigir una producció local d' Els fusells de la senyora Carrar el 1947, la primera representació a Iugoslàvia d'una obra de Bertolt Brecht.

## Carrera cinematogràfica
La carrera cinematogràfica de Pogačić's va començar el 1949 amb Priča o fabrici (serbocroat Història d'una fàbrica), després de la qual fou un dels directors de cinema iugoslaus més prolífics dels anys 1950. Va dirigir diverses pel·lícules emblemàtiques del cinema iugoslau: Poslednji dan (L'últim dia, 1951), que és considerada la primera pel·lícula d'espies iugoslava; Anikina vremena (Llegendes d'Anika, 1954), basada en una història d'Ivo Andrić i que va ser la primera pel·lícula iugoslava distribuïda als Estats Units, i Veliki i mali (Gran i petit, 1956), que va ser el primer llargmetratge iugoslau a guanyar un premi internacional, ja que Pogačić va guanyar el premi al millor director al Festival Internacional de Cinema de Karlovy Vary del 1957. A més Nevjera (Perfídia, 1953) fou exhibida en el programa de competició internacional al 6è Festival Internacional de Cinema de Canes. Per altra banda, Sam (Sol, 1959) fou exhibida al Festival Internacional de Cinema de Sant Sebastià 1959.
De 1954 a 1981 Pogačić va ser el director de l'Arxiu Cinematogràfic Iugoslau. També ha estat president de la Federació Internacional d'Arxius Fílmics (FIAF) i vicepresident del Consell Internacional del Cinema, de la Televisió i de la Comunicació Audiovisual (CICTCA), divisió cinematogràfica de la UNESCO, del 1972 al 1979. Posteriorment Pogačić ha treballat com a lector de la Facultat d'Arts Dramàtics de la Universitat de Belgrad i com a editor de la influent revista cinematogràfica iugoslava Film danas (Cinema avui).

## Filmografia
- Priča o fabrici (1949)
- Poslednji dan (1951)
- Nevjera (1953); basada en una obra d'Ivo Vojnović
- Anikina vremena (1954); basada en una història d'Ivo Andrić
- Veliki i mali (1956)
- Subotom uveče (1957)
- Sam (1959)
- Pukotina raja (1959)
- Karolina Riječka (1961) basada en una comèdia de Drago Gervais
- Čovjek s fotografije (1963)